# Eleanor Beaufort
Eleanor Beaufort (1431 – 16 agosto 1501) è stata una nobile inglese.

## Biografia
Era la primogenita di Edmund Beaufort, II duca di Somerset e di Lady Eleanor Beauchamp.
Era quindi imparentata con alcune delle più potenti famiglie inglesi del tempo: con gli Stuart, dinastia reale scozzese, i Neville, i Lancaster, i Tudor, i Beauchamp. Apparteneva alla potente famiglia dei Beaufort, che influenzò la politica inglese del XV secolo e che ebbe un ruolo di primo piano durante la guerra delle due rose.
I membri maschili della famiglia parteciparono militarmente al conflitto che vedeva contrapposti gli York e i Lancaster. Sia a lei che alle sorelle spettò invece rafforzare le alleanze dinastiche soggiacendo alla politica matrimoniale intrapresa dalla famiglia. Le trattative matrimoniali vennero intraprese con altre famiglie alleate dei Lancaster. Tra questi spiccavano gli irlandesi Butler, conti di Ormond. Eleonor ne sposò nell'aprile 1458 l'erede, James Butler, V conte di Ormond succeduto nel 1452 a suo padre James. James ed Eleonor erano tra l'altro imparentati tra loro dato che le rispettive madri erano entrambe delle Beauchamp, appartenenti a due diversi rami della famiglia.
Il matrimonio restò senza figli e durò appena tre anni, durante i quali Eleonor vide assai poco il marito, impegnato a combattere per la causa Lancaster nella prima battaglia di St Albans, nella Battaglia di Mortimer's Cross e nella battaglia di Towton. Dopo la sconfitta in quest'ultimo combattimento, James infatti venne fatto prigioniero e giustiziato dagli York il 1º maggio 1461 a Newcastle.
Senza marito e senza prole, Eleonor tornò sotto l'ala protettrice della sua potente famiglia natale. La guerra civile scoppiata nel paese tuttavia non le risparmiò altri lutti: già nel 1455, all'indomani della prima battaglia di St Albans, suo padre venne giustiziato dagli York; nel 1464 venne ucciso anche suo fratello Henry nella battaglia di Hexham.
Prima della morte dell'altro fratello Edmund, giustiziato il 6 maggio 1471 dopo la sconfitta nella battaglia di Tewkesbury, Eleonor contrasse un secondo matrimonio intorno al 1470 con Sir Robert Spencer. Dall'unione nacquero due figlie:
- Margaret Spencer (1472 - 1536), che sposò Sir Thomas Carey;
- Catherine Spencer (1477-1542), che sposò Henry Percy, V conte di Northumberland.

## Ascendenza
|                                             |                                           |                                          | Genitori                                     |  |  | Nonni |  |  | Bisnonni                                   |  |  | Trisnonni                 |  |
|                                             |                                           |                                          |                                              |  |  |       |  |  | Giovanni Plantageneto, I duca di Lancaster |  |  | Edoardo III d'Inghilterra |  |
|                                             |                                           |                                          |                                              |  |  |       |  |  | Giovanni Plantageneto, I duca di Lancaster |  |  | Edoardo III d'Inghilterra |  |
|                                             |                                           | Filippa di Hainaut                       |                                              |  |  |       |  |  | Giovanni Plantageneto, I duca di Lancaster |  |  |                           |  |
| John Beaufort, I conte di Somerset          |                                           |                                          |                                              |  |  |       |  |  | Giovanni Plantageneto, I duca di Lancaster |  |  |                           |  |
|                                             |                                           | Katherine Swynford                       | Payne De Roet                                |  |  |       |  |  |                                            |  |  |                           |  |
|                                             |                                           | Katherine Swynford                       | Payne De Roet                                |  |  |       |  |  |                                            |  |  |                           |  |
|                                             |                                           | Katherine Swynford                       | …                                            |  |  |       |  |  |                                            |  |  |                           |  |
| Edmund Beaufort, II duca di Somerset        |                                           | Katherine Swynford                       |                                              |  |  |       |  |  |                                            |  |  |                           |  |
|                                             |                                           | Thomas Holland, II conte di Kent         | Thomas Holland, I conte di Kent              |  |  |       |  |  |                                            |  |  |                           |  |
|                                             |                                           | Thomas Holland, II conte di Kent         | Thomas Holland, I conte di Kent              |  |  |       |  |  |                                            |  |  |                           |  |
|                                             |                                           | Thomas Holland, II conte di Kent         | Giovanna di Kent                             |  |  |       |  |  |                                            |  |  |                           |  |
| Margaret Holland                            |                                           | Thomas Holland, II conte di Kent         |                                              |  |  |       |  |  |                                            |  |  |                           |  |
|                                             |                                           | Alice FitzAlan                           | Richard FitzAlan, X conte di Arundel         |  |  |       |  |  |                                            |  |  |                           |  |
|                                             |                                           | Alice FitzAlan                           | Richard FitzAlan, X conte di Arundel         |  |  |       |  |  |                                            |  |  |                           |  |
|                                             |                                           | Alice FitzAlan                           | Eleonora di Lancaster                        |  |  |       |  |  |                                            |  |  |                           |  |
| Eleanor Beaufort                            |                                           | Alice FitzAlan                           |                                              |  |  |       |  |  |                                            |  |  |                           |  |
|                                             | Thomas de Beauchamp, XII conte di Warwick | Thomas de Beauchamp, XI conte di Warwick |                                              |  |  |       |  |  |                                            |  |  |                           |  |
|                                             | Thomas de Beauchamp, XII conte di Warwick | Thomas de Beauchamp, XI conte di Warwick |                                              |  |  |       |  |  |                                            |  |  |                           |  |
|                                             | Thomas de Beauchamp, XII conte di Warwick | Katherine Mortimer                       |                                              |  |  |       |  |  |                                            |  |  |                           |  |
| Richard de Beauchamp, XIII conte di Warwick | Thomas de Beauchamp, XII conte di Warwick |                                          |                                              |  |  |       |  |  |                                            |  |  |                           |  |
|                                             |                                           | Margaret Ferrers                         | William Ferrers, III barone Ferrers di Groby |  |  |       |  |  |                                            |  |  |                           |  |
|                                             |                                           | Margaret Ferrers                         | William Ferrers, III barone Ferrers di Groby |  |  |       |  |  |                                            |  |  |                           |  |
|                                             |                                           | Margaret Ferrers                         | Margaret de Ufford                           |  |  |       |  |  |                                            |  |  |                           |  |
| Eleanor Beauchamp                           |                                           | Margaret Ferrers                         |                                              |  |  |       |  |  |                                            |  |  |                           |  |
|                                             |                                           | Thomas de Berkeley, V barone Berkeley    | Maurice de Berkeley, IV barone Berkeley      |  |  |       |  |  |                                            |  |  |                           |  |
|                                             |                                           | Thomas de Berkeley, V barone Berkeley    | Maurice de Berkeley, IV barone Berkeley      |  |  |       |  |  |                                            |  |  |                           |  |
|                                             |                                           | Thomas de Berkeley, V barone Berkeley    | Elizabeth le Despenser                       |  |  |       |  |  |                                            |  |  |                           |  |
| Elizabeth de Berkeley                       |                                           | Thomas de Berkeley, V barone Berkeley    |                                              |  |  |       |  |  |                                            |  |  |                           |  |
|                                             |                                           | Margaret de Lisle, III baronessa Lisle   | Warin, II barone Lisle de Lisle              |  |  |       |  |  |                                            |  |  |                           |  |
|                                             |                                           | Margaret de Lisle, III baronessa Lisle   | Warin, II barone Lisle de Lisle              |  |  |       |  |  |                                            |  |  |                           |  |
|                                             |                                           | Margaret de Lisle, III baronessa Lisle   | Margaret Pipard                              |  |  |       |  |  |                                            |  |  |                           |  |
|                                             |                                           | Margaret de Lisle, III baronessa Lisle   |                                              |  |  |       |  |  |                                            |  |  |                           |  |